# Tricalysia faranahensis
Tricalysia faranahensis là một loài thực vật có hoa trong họ Thiến thảo. Loài này được Aubrév. & Pellegr. miêu tả khoa học đầu tiên năm 1953.